# Fleschhorn
Fleschhorn – szczyt w Alpach Lepontyńskich, części Alp Zachodnich. Leży w Szwajcarii w kantonie Valais, blisko granicy Włochami. Należy do podgrupy Alpy Monte Leone – Świętego Gotarda. Można go zdobyć ze schroniska Bivacco Combi e Lanza (2403 m) lub Rifugio Castiglioni (1640 m).